# Quillón (comuna)
Quillón es una comuna de la zona central de Chile ubicada en la Provincia de Diguillín, Región de Ñuble. Su lema es "Quillón Valle del Sol"; su capital es la ciudad de Quillón.

## Toponimia
Su nombre deriva de la palabra Mapuche "Keillun", que significa "Ayudantura", ya que en épocas pasadas la zona donde hoy se emplaza el pueblo, era un descanso para lo viajeros que se desplazaban desde y hacia Concepción.

## Historia
La comuna de Quillón, fue zona de tránsito de grupos indígenas que no contaban dentro de sus prácticas culturales la idea de la propiedad o lugar fijo de residencia. Correspondía a una zona de transición Mapuche-Picunche, que tuvo influencia incásica a mediados del siglo XV.
Luego, con la llegada de los españoles, formó parte de la Provincia de Concepción (Departamento de Puchacay) conocida como zona de grandes fundos. A partir del año 1600 aproximadamente, llegan familias españolas desde ciudades arrasadas del sur y solicitan asentamiento en estas tierras. Luego, con el uso frecuente del camino Concepción-Florida-Quillón-Bulnes que conduce finalmente a Chillán, fue también lugar de descanso de los viajeros, quienes debían esperar muchas veces por las inclemencias del tiempo, para cruzar el Río Itata mediante balsas. Ante el aumento poblacional en el sector, se construye la Parroquia Inmaculada Concepción de Quillón, que data del año 1832, en 2010, luego del terremoto del 27 de febrero, se derrumba. En torno a la parroquia se fue formando un caserío y ya en 1846 un documento legal da cuenta de los orígenes de Quillón como aldea. Finalmente el 22 de diciembre de 1891 se funda legalmente la comuna y recién en el siglo XX se definen sus límites territoriales actuales y su dependencia administrativa de la Provincia de Ñuble.
A inicios de 2012, la comuna fue afectada por un violento incendio que consumió viviendas, terrenos agrícolas y bosques en sectores rurales, y que se expandió hacia localidades de Florida, Quirihue y Ránquil.
El 26 de enero de 2017, la comuna registró la temperatura más alta para el territorio nacional desde que existen registros, 44,9 °C.

## Medio ambiente

### Geomorfología y componentes abióticos

Trazado simplificado de los ecosistemas y cuerpos de agua presentes en la comuna de Quillón.

La comuna de Quillón se encuentra emplazada en las unidades geomorfológicas de Cordillera de la costa y Llano central fluvio-glacio-volcánico; y presenta según la clasificación climática de Köppen clima mediterráneo de lluvia invernal (Csb). Esta además se halla entre las cuencas hidrográficas de Costeras e Islas entre río Itata y río Biobío, río Biobío y río Itata. Además, la comuna posee diversos cuerpos de agua, entre los que se destacan la laguna Avendaño y laguna Los Litres; y río Claro y río Itata.

### Componentes bióticos
Dentro del territorio de la comuna se pueden hallar los siguientes ecosistemas:
- Bosque caducifolio mediterráneo costero donde predominan Nothofagus obliqua y Gomortega keule (En peligro crítico)
- Bosque caducifolio mediterráneo interior donde predominan Nothofagus obliqua y Cryptocarya alba (En peligro crítico)
- Bosque esclerófilo psamófilo mediterráneo interior donde predominan Quillaja saponaria y Fabiana imbricata (En peligro crítico)

### Medidas de protección ambiental y conflictos socioambientales
Hasta 2022, la comuna de Quillón cuenta con las siguientes zonas que poseen algún nivel de protección ambiental:
- Cerro Cayumanque (Sitios Ley 19.300)[12]
- Humedal Laguna Avendaño (Humedal urbano)[13]

## Demografía
De acuerdo al censo de 2017, en la comuna viven 17 485 personas. Del total, 8664 son hombres y 8821 son mujeres.

### Localidades
Localidades con sus respectivos habitantes correspondientes al Censo de 2002:
- Quillón, capital comunal, 7285 habitantes.
- Coyanco, 687 habitantes.
- El Culbén, 447 habitantes.
- Chillancito, 446 habitantes.
- Villa Las Mercedes, 251 habitantes.
- El Macal, 110 habitantes.
- Talcamó, 34 habitantes.
- La Bodega, 11 habitantes.

## Administración

### Municipalidad
La Municipalidad de Quillón para el periodo 2024-2028 es dirigida por el alcalde Felipe Catalán Venegas y el concejo municipal conformado por los concejales:
- Esteban Bernardo Villegas Aguilera (Renovación Nacional).
- Daniel Monsalves Nuñez (Partido Republicano).
- Gabriel Navarrete Anabalón ((Independiente- Demócratas).
- Pablo Bianchi Irigoyen (Partido Republicano).
- Juan Fuentealba Salazar (Democracia Cristiana).
- Cecilia Jeno Bastidas (Independiente - Demócratas).

### Representación parlamentaria
Quillón forma parte de la Circunscripción Senatorial XVI y del Distrito Electoral 19. Es representada en la Cámara de Diputados del Congreso Nacional por los siguientes diputados:
- Cristóbal Martínez Ramírez (UDI)
- Marta Pilar Bravo Salinas (UDI)
- Frank Carlos Sauerbaum Muñoz (RN)
- Felipe Camaño Cárdenas (IND - PDC)
- Sara Concha Smith (Partido Conservador Cristiano)

En el Senado, la representan:
- Gustavo Adolfo Sanhueza Dueñas (UDI)
- Loreto Carvajal Ambiado (PPD)

## Economía
Sus 15 000 habitantes se dedican a la agricultura y a las actividades forestales.[cita requerida] También el turismo tiene una creciente importancia, debido a la presencia de la Laguna Avendaño, un muy activo balneario durante el verano, donde se realizan actividades deportivas y recreativas.
En 2018, la cantidad de empresas registradas en Quillón fue de 269. El Índice de Complejidad Económica (ECI) en el mismo año fue de 0,0, mientras que las actividades económicas con mayor índice de Ventaja Comparativa Revelada (RCA) fueron Elaboración de Productos de Aluminio en Formas Primarias (151,7), Proveedores de Internet (76,24) y Otros Tipos de Hospedaje Temporal como Camping, Albergues, Posadas, Refugios (64,27).

## Lugares de interés
- Laguna Avendaño

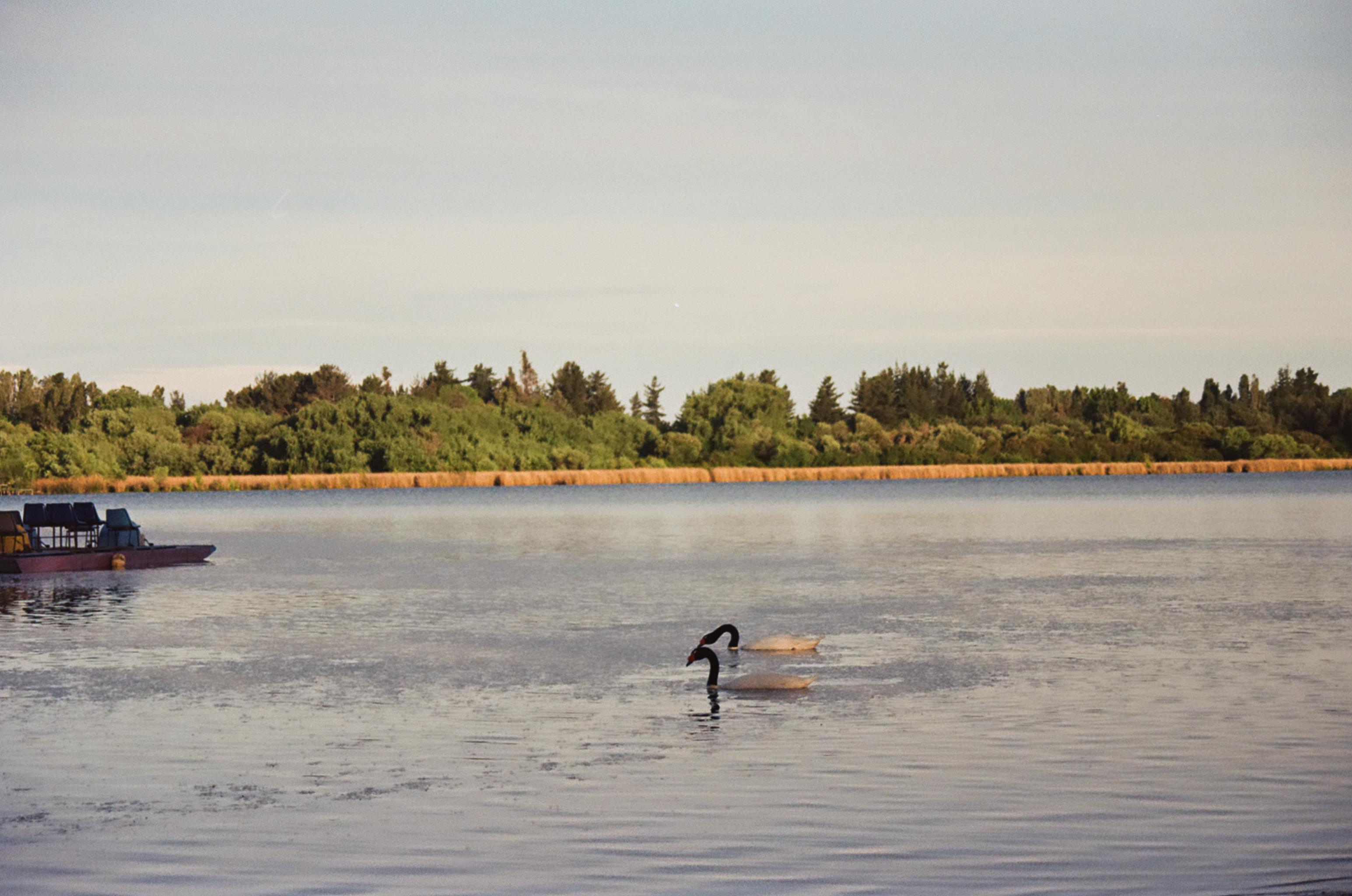
Laguna Avendaño.

Balneario ubicado a 2 km de la plaza de armas de la comuna. Es ideal para el descanso y la recreación familiar, ya que sus quietas aguas permiten que la laguna sea apta para el baño y para la práctica de deportes náuticos. A su alrededor existen numerosos establecimientos para hospedaje tales como cabañas, zonas de camping y pícnic.
- Río Itata

Es el río más importante que da su nombre a esta zona. De gran atractivo turístico, es visitado por un gran número de personas, principalmente en el puente que cruza el río, lugar donde se origina un balneario. Ideal para la pesca salmonidea.
- Cerro Cayumanque

Es el segundo cerro más alto de la región de Ñuble con 786 m s. n. m. después del cerro Coiquen con 908 m s. n. m. de Quirihue; con un bosque autóctono mejor conservado de la Región. Posee una fauna silvestre y flora autóctona como Robles Centenarios, Olivillos, Avellanos, Mallines, Canelos, Copihues, y Quilayes, entre otros.

## Deportes

### Fútbol
Quillón cuenta con el Club Deportes Quillón el cual entre 2017 y 2021 participó en el Campeonato de Tercera División B de Chile, consagrándose campeón de dicho torneo el año 2021, participando en el Campeonato de Tercera División A de Chile a partir de 2022.

## Medios de comunicación

### Radioemisoras
FM
- 90.1 MHz - Radio Interactiva
- 90.5 MHz - Radio Cayumanqui
- 93.5 MHz - Radio Camelia
- 102.1 MHz - Radio Itata
- 103.5 MHz - Radio 103.5 FM
- 107.3 MHz - Ambiental FM
- 107.5 MHz - Radio C-vive
- 107.9 MHz - Radio Visión